# (3537) Jürgen
(3537) Jürgen – planetoida z pasa głównego asteroid okrążająca Słońce w ciągu 4 lat i 61 dni w średniej odległości 2,59 j.a. Została odkryta 15 listopada 1982 roku w Lowell Observatory (Anderson Mesa Station) przez Edwarda Bowella. Nazwa planetoidy pochodzi od Jürgena Rahe, naukowca planetarnego, dyrektora obserwatorium i Instytutu Astronomicznego Uniwersytetu Erlangen-Nürnberg. Przed nadaniem nazwy planetoida nosiła oznaczenie tymczasowe (3537) 1982 VT.